# Masahiro Nakai
Masahiro Nakai (中居 正広, Nakai Masahiro) (18 de Agosto de 1972) é um cantor, ator e apresentador. Ele foi o líder do grupo de ídolos japoneses SMAP.

## Biografia
Nakai nasceu em Fujisawa, Kanagawa e é o mais novo de três irmãos. É um grande fã de beisebol. Quando criança, sonhava em ser um jogador de beisebol profissional.

## Carreira

### Música
Em 1987, Nakai entrou na agência de talentos japonesa Johnny & Associates com 14 anos. É a segunda pessoa depois de Noriyuki Higashiyama que foi permitida a pular as audições e entrar diretamente na agência como um estagiário, tornando-se conhecido como uma das elites na Johnny's.
Fãs expressam que a "inabilidade de Nakai para cantar é algo como um tipo de piada hoje em dia em todo o Japão". Independente da sua falta de habilidade, Nakai encontrou grande sucesso com SMAP, que se tornou uma das boy bands mais bem sucedidas na história do J-pop.
Ele atuou como SMAP desde o início até o término do grupo em 2016.

### Atuação
Em 2007, Nakai foi presenteado com seu primeiro papel no cinema em quase cinco anos, retratando um humilde barbeiro condenado injustamente à morte por ser confundido com um criminoso de guerra no filme Watashi wa Kai ni Naritai (私は貝になりたい, Eu Quero Ser um Marisco).
Em 2009, Nakai conseguiu seu primeiro papel principal em um drama que foi ao ar na Fuji TV às segundas-feiras, 9:00 p.m. (JST), um horário vago em quase onze anos.

### Apresentador

#### Shows de variedade
Além de ter sido co-apresentador de Utaban com o membro do Tunnels Takaaki Ishibashi, ele também é o co-apresentador de The! Sekai Gyōten News (ザ・世界仰天ニュース, As Notícias Surpreendentes do Mundo), onde mostra matérias de humor negro. Como líder do SMAP, [carece de fontes?]
Em 2003, devido ao seu envolvimento em programas de variedades populares, Nakai foi identificado como o autor de pagamentos de impostos mais elevados do que qualquer outro artista japonês de acordo com o Secretário Nacional Japonês de Impostos.
Após o fim de SMAP, Nakai tem focado mais nos progaramas de variedades.

#### Eventos musicais
Até o ano de 2009, Nakai co-apresentou o anual Kōhaku Uta Gassen da NHK seis vezes. Nenhuma outra celebridade apresentou o Kōhaku tanto quanto ele.

## Outros empreendimentos

### Locução
Desde 2006, Nakai é o principal locutor das coberturas de Olimpíadas na TBS.

### Torcedor
Em 2007, Senichi Hoshino escolheu Nakai como "capitão de apoio" oficial do Time de beisebol olímpico do Japão.

## Filmografia
| Drama | Drama                                    | Drama             | Drama                                              |
| Ano   | Título                                   | Papel             | Notas                                              |
| ----- | ---------------------------------------- | ----------------- | -------------------------------------------------- |
| 1988  | Abunai Shōnen III                        | Masahiro Nakai    |                                                    |
| 1991  | Gakkō e Ikō!                             |                   |                                                    |
| 1995  | Aji Ichimonme                            | Satoru Ihashi     |                                                    |
| 1995  | Kagayaku Toki no Naka de                 |                   |                                                    |
| 1995  | Kagayake! Rintaro                        |                   |                                                    |
| 1996  | Aji Ichimonme 2                          | Satoru Ihashi     |                                                    |
| 1996  | Naniwa Kinyudo                           | Tatsuyuki Haibara | Papel principal                                    |
| 1996  | Dareka ga Dareka ni Koishiteru           |                   | Especial de televisão                              |
| 1996  | Shōri no Megami                          |                   | Papel principal                                    |
| 1996  | Naniwa Kinyudo 2                         | Tatsuyuki Haibara | Papel principal                                    |
| 1997  | Boku ga Boku de Aru Tame ni              | Hayato Naruse     | Especial de televisão                              |
| 1997  | Ii Hito                                  |                   | Convidado                                          |
| 1997  | Saigo no Koi                             | Toru Natsume      | Papel principal                                    |
| 1998  | Naniwa Kinyudo 3                         | Tatsuyuki Haibara | Papel principal                                    |
| 1998  | Brothers                                 | Shinjin Fujiwara  | Papel principal                                    |
| 1999  | Good News                                |                   | Papel principal                                    |
| 1999  | Naniwa Kinyudo 4                         | Tatsuyuki Haibara | Papel principal                                    |
| 2000  | Densetsu no Kyoshi                       | Kazami            | Papel principal                                    |
| 2000  | Naniwa Kinyudo 5                         | Tatsuyuki Haibara | Papel principal                                    |
| 2001  | Yonimo Kimyona Monogatari: Otona Juken   |                   | Papel principal, uma parte do SMAP Special Edition |
| 2001  | Shiroi Kage                              | Yosuke Naoe       | Papel principal                                    |
| 2003  | Shiroi Kage Special                      | Yosuke Naoe       | Papel principal, especial de televisão             |
| 2004  | Suna no Utsuwa                           | Eiryo Waga        | Papel principal                                    |
| 2005  | Naniwa Kinyudo 6                         | Tatsuyuki Haibara | Papel principal                                    |
| 2009  | Konkatsu!                                | Kuniyuki Amamiya  | Papel principal                                    |
| 2010  | SMAP Ganbarimasu!! 2010 - 10 Hours Super | Nakai Masahiro    | Papel principal, uma parte do SMAP Special Edition |
| 2011  | Aji Ichimonme SP                         | Satoru Ihashi     | Papel principal, especial de televisão             |
| Filme |                                          |                   |                                                    |
| Ano   | Título                                   | Papel             | Notas                                              |
| 1993  | Private Lessons 2                        |                   |                                                    |
| 1994  | Shoot                                    | Toshihiko Tanaka  |                                                    |
| 2002  | Mohō Han                                 |                   | Papel principal                                    |
| 2008  | Watashi wa Kai ni Naritai                | Toyomatsu Shimizu | Papel principal                                    |
| 2010  | Ototo                                    |                   | Convidado                                          |

## Prêmios e nomeações
| Ano  | Organização                          | Prêmio        | Trabalho                  | Resultado |
| ---- | ------------------------------------ | ------------- | ------------------------- | --------- |
| 1995 | 4th Television Drama Academy Awards  | Melhor Ator   | Aji Ichimonme             | Vencedor  |
| 1995 | 4th Television Drama Academy Awards  | Melhor novato | Aji Ichimonme             | Vencedor  |
| 1997 | 14th Television Drama Academy Awards | Melhor Ator   | Saigo no Koi              | Vencedor  |
| 2003 | 7th Nikkan Sports Drama Grand Prix   | Melhor Ator   | Suna no Utsuwa            | Vencedor  |
| 2004 | 40th Television Drama Academy Awards | Melhor Ator   | Suna no Utsuwa            | Vencedor  |
| 2008 | 21st Nikkan Sports Film Awards       | Melhor Ator   | Watashi wa Kai ni Naritai | Vencedor  |
| 2009 | TV Navi Spring 2009 Drama Awards     | Melhor Ator   | Konkatsu!                 | Vencedor  |